# Palazzo Piovene
Palazzo Piovene è un palazzo sito in Vicenza in Contrà Riale attribuito all'architetto Giuseppe Marchi.

## Storia
Costruito dai conti Piovene nell'ultimo decennio del Seicento su preesistente costruzione quattrocentesca, fu ornato intorno al 1704 da stuccatori valsoldesi, per poi passare alla famiglia Orgian nell'Ottocento e nel secolo successivo ai Lampertico, che lo vendettero nel 1977.

## Descrizione
L'austera facciata è decorata solamente da un portale rococò dal quale si accede ad un atrio fortemente modificato negli ultimi due secoli.
Lo scalone ornato da pregevoli stucchi si presenta scenografico anche grazie ai ballatoi sormontati da tre statue femminili: Onfale, Dafne ed Euridice. Su due lati vi sono telamoni e cariatidi, invece su un altro si aprono due arcate, conducenti al piano nobile, sormontate dal vessillo della famiglia Piovene. Lo scalone presenta altre quattro porte sui lati lunghi, ognuna sormontata dalla raffigurazione di una divinità classica: Marte, Ercole, Minerva e Diana. Il soffitto presenta invece affreschi con Venere, Minerva e Giunone.
Nel piano nobile sono significative due sale ornate da stucchi probabilmente degli stessi artisti che decorarono lo scalone. Una presenta altorilievi di soggetto marino con Tritoni e Nereidi nonché il ratto di Ippodamia e la punizione di Cupido; l'altra invece presenta putti che portano ghirlande di fiori e frutta tra cannoni, mortai, botti, corazze, scrigni, bandiere di Stati cristiani come quella francese o quella imperiale, vessilli dell'Impero ottomano con la mezzaluna sconfitta. La stessa stanza è decorata con soggetti mitologici: il ratto d'Europa, Perseo e Fineo, Leda e il cigno, Prometeo e l'aquila. Tra questi stucchi vi è il ritratto del committente (forse Tomaso Piovene), la data 1704 su un cannone e inoltre quello che forse è il ritratto dell'ignoto artista valsoldese in una sorta di cammeo all'antica vicino al monogramma B.V.
Nel cortile si possono vedere resti di una casa gotica dei conti di Arzignano, invece da stradella San Giacomo è ben visibile la graziosa loggia.